# Nepomuk (Dél-plzeňi járás)
Nepomuk (eredetileg Pomuk) város Csehországban, a Plzeňi kerületben.

## Fekvése
Közelében fekszik a Zelená Hora hegy (529 m).

## Története
A hegy lábánál hevernek a romjai az 1153-ban épült cisztercita kolostornak, amelyet Jan Žižka 1420-ban földúlt.

## Népesség
A település népessége 1869 óta az alábbi módon változott:
| Lakosok száma | 2572 | 2506 | 2478 | 2568 | 3206 | 3809 | 3755 | 3732 | 3564 | 3526 |
|               | 1869 | 1900 | 1921 | 1961 | 1980 | 2011 | 2016 | 2019 | 2021 | 2024 |

## Nevezetességei
- Kastély (Zelená Hora).

## Itt születtek
- Nepomuki Szent János (1350 k. – 1393), szent
- David Crinitus (1531–1586), költő
- Augustin Němejc (1861–1938), cseh festő

## Képgaléria

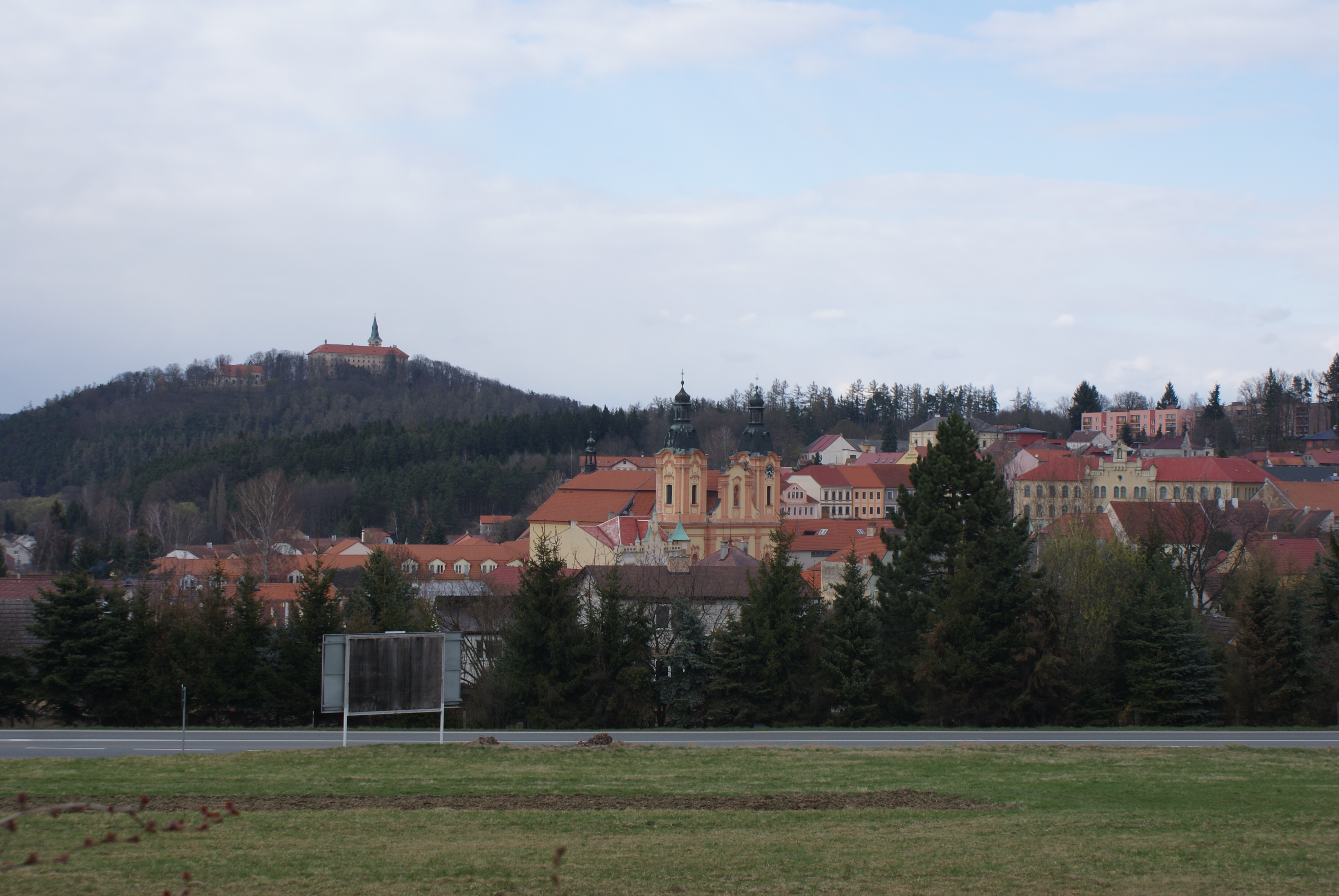
Nepomuk
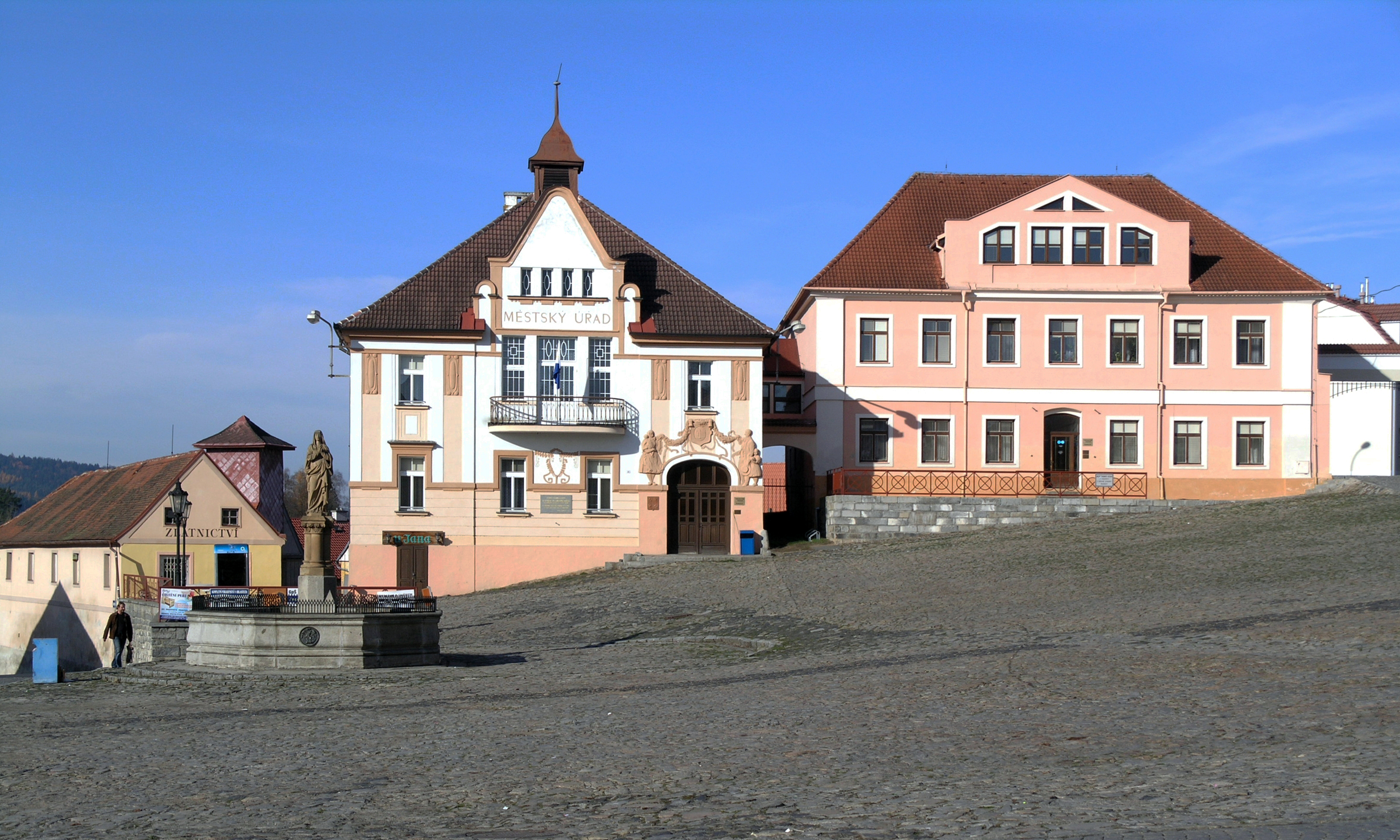
Városháza
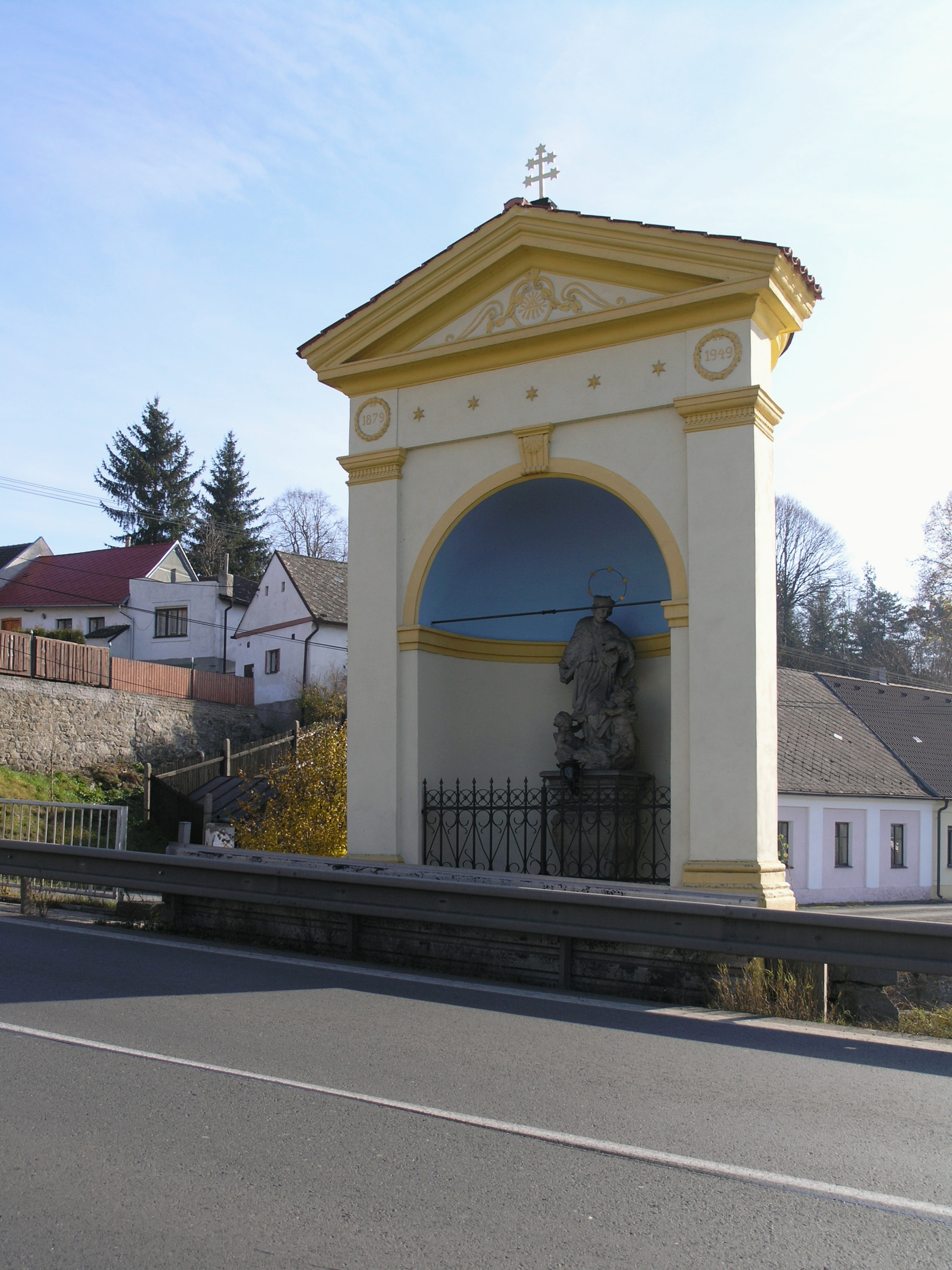
Nepomuki Szent János-fülkeház
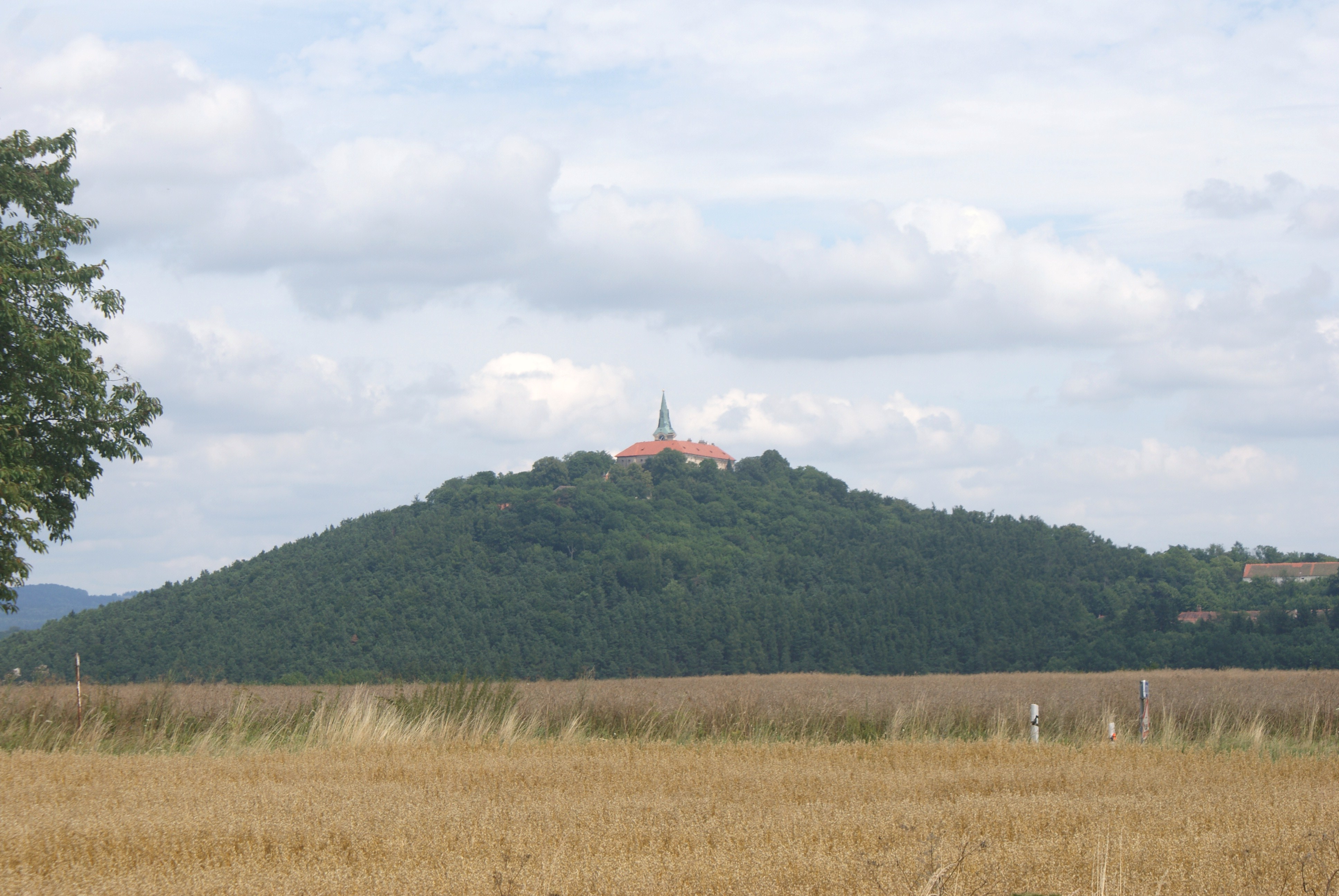
Zelená hora

## Testvérvárosai
- Hukvaldy, Csehország
- Anykščiai, Litvánia
- Korpona, Szlovákia
- Kemnath, Németország
- Omiš, Horvátország
- Swalmen, Új-Zéland
- Wisła, Lengyelország